# Os Mucker
Os Mucker é um filme teuto-brasileiro de 1978, dirigido pelo brasileiro Jorge Bodanzky e pelo alemão Wolf Gauer. O filme retrata a revolta dos Muckers, ocorrida na década de 1870 na colônia alemã do Rio Grande do Sul. Os mucker eram uma seita religiosa cristã, liderada por uma mulher-profeta, Jacobina Mentz Maurer.
Embora ambientado no Brasil, a maior parte do filme é falada em Hunsrückisch,  que é o dialeto germânico mais difundido entre os descendentes de alemães no Rio Grande do Sul.
Parte do elenco do filme é composto por descendentes de muckers, que não eram atores profissionais.
O filme recebeu vários prêmios, inclusive kikitos de melhor atriz, melhor direção e melhor direção de arte.

## Sinopse
No final do século XIX, no interior do Rio Grande do Sul, uma família de imigrantes alemães liderados por uma mulher (Jacobina) resolvem formar uma comunidade inspirada nas escrituras bíblicas, isolada das demais e autossuficiente. Os mucker eram um grupo socialmente isolado, que não bebia, não fumava e não usava dinheiro para as trocas comerciais. Eles encontraram no sectarismo e no fundamentalismo religioso uma resposta às condições de miserabilidade em que viviam. Jacobina era vista por seus seguidores como uma nova Jesus Cristo e passou a ser a porta-voz dos menos favorecidos. Logo, a comunidade dos Muckers começa a incomodar os católicos e protestantes da região, que os acusam de vários crimes, até que são massacrados por forças do governo.

## Elenco
- Marlise Saueressig .... Jacobina Mentz
- Paulo César Pereio
- José Lewgoy .... juiz Abílio
- Ricardo Hoepper .... Rudolf Sehn
- Thelmo Lauro Muller .... delegado Splinder
- Marcus Schmidt .... Wilhelm Golzer
- Siguard Schinke .... pastor Klein
- Vitali Bachtin .... Robinson
- Elena Hill .... mãe de Jacobina
- Slavia Haag .... a capataz
- Tito Livio .... prefeito
- Arti Hugenthobler .... Hannes Sehn

## Prêmios e indicações
Festival de Brasília (1979)
- Vencedor nas categorias:

Melhor atriz (Marlise Saueressig)
Melhor direção
Melhor cenografia (Dorlai Schumacher)
- Indicado na categoria Melhor filme